# Sprengel Eberswalde
Der Sprengel Eberswalde (auch Generalsuperintendentur Eberswalde) war ein Sprengel (Aufsichtsbezirk) der Evangelischen Kirche in Berlin-Brandenburg.
Der Sprengel wurde 1963 gebildet, indem die seit 1829 bestehende Generalsuperintendentur der Kurmark in die Sprengel Potsdam (alt) und Eberswalde geteilt wurde. 1996 wurden beide Sprengel wieder zum Sprengel Neuruppin vereinigt, der seit 2010 Sprengel Potsdam heißt.

## Gebiet
Das Gebiet des Sprengels lag im nordöstlichen Brandenburg, im Bereich der heutigen Landkreise Barnim, Märkisch-Oderland, Oberhavel, Ostprignitz-Ruppin und Uckermark.
Zum Zeitpunkt der Auflösung gehörten zehn Kirchenkreise zum Sprengel:
- Kirchenkreis Angermünde
- Kirchenkreis Bad Freienwalde
- Kirchenkreis Bernau
- Kirchenkreis Eberswalde
- Kirchenkreis Gransee
- Kirchenkreis Oranienburg
- Kirchenkreis Prenzlau
- Kirchenkreis Ruppin
- Kirchenkreis Strausberg
- Kirchenkreis Templin

## Generalsuperintendenten
- 1963–1972: Albrecht Schönherr
- 1972–1978: Hermann-Theodor Hanse (1912–1999)
- 1978–1983: Erich Schuppan
- 1983–1996: Leopold Esselbach (* 1931)